# Parallelomma
Parallelomma is een geslacht van insecten uit de familie van de drekvliegen (Scathophagidae), die tot de orde tweevleugeligen (Diptera) behoort.

## Soorten
- P. flavum (Szilady, 1943)
- P. medium Becker, 1894
- P. sellatum (Hackman, 1956)
- P. vittata (Meigen, 1826)
- P. vittatum (Meigen, 1826)